# Uroobovella schulzi
Uroobovella schulzi es una especie de arácnido del orden Mesostigmata de la familia Urodinychidae.

## Distribución geográfica
Se encuentra en Egipto.